# Atletica leggera ai Giochi della XIV Olimpiade - Lancio del disco femminile

Video della Finale

La competizione del lancio del disco femminile di atletica leggera ai Giochi della XIV Olimpiade si è disputata il giorno 30 luglio 1948 allo Stadio di Wembley a Londra

## L'eccellenza mondiale
| Camp.ssa europea 1946 | 44,52 | Nina Dumbadze | URSS assente |
| Primatista stagionale | 53,25 | Nina Dumbadze | URSS assente |

## La gara
All'ultimo lancio la francese Ostermeyer, fino a quel momento terza, lancia una bordata a 41,92 metri che le permette di vincere con ben 75 cm di vantaggio sulla seconda classificata, Edera Cordiale.
Al quarto posto si classifica Jadwiga Wajs: la polacca (nata nel 1912) è una veterana della specialità, essendo già stata presente in finale a Berlino 1936 (seconda) e, addirittura, a Los Angeles 1932 (terza).
La Ostermeyer è la prima francese a vincere un oro alle Olimpiadi nell'atletica leggera.

## Risultati
Le 21 atlete iscritte sono ammesse direttamente alla finale.

### Finale
| Pos.    | Atleta                 | Età | Nazione       | Misura |
| ------- | ---------------------- | --- | ------------- | ------ |
| Oro     | Micheline Ostermeyer   | 25  | Francia       | 41,92  |
| Argento | Edera Cordiale         | 28  | Italia        | 41,17  |
| Bronzo  | Jacqueline Mazéas      | 27  | Francia       | 40,47  |
| 4       | Jadwiga Wajs           | 36  | Polonia       | 39,30  |
| 5       | Lotte Haidegger        | 23  | Austria       | 38,81  |
| 6       | Ans Panhorst-Niesink   | 29  | Paesi Bassi   | 38,74  |
| 7       | Majken Åberg           | 30  | Svezia        | 38,48  |
| 8       | Ingeborg Mello         | 29  | Argentina     | 38,44  |
| 9       | Frieda Tiltsch         | 26  | Austria       | 37,19  |
| 10      | Paulette Veste         | 20  | Francia       | 36,84  |
| 11      | Frances Kaszubski      | 32  | Stati Uniti   | 36,50  |
| 12      | Gudrun Arenander       | 27  | Svezia        | 36,25  |
| 13      | Petronella Roos-Lodder | 34  | Paesi Bassi   | 36,15  |
| 14      | Bevis Reid             | 29  | Gran Bretagna | 35,84  |
| 15      | Marianne Schläger      | 27  | Austria       | 34,79  |
| 16      | Dorothy Dodson         | 29  | Stati Uniti   | 34,69  |
| 17      | Gabre Gabric           | 30  | Italia        | 34,17  |
| 18      | Pak Bong-Sik           |     | Corea del Sud | 33,80  |
| 19      | Margaret Birtwhistle   | 23  | Gran Bretagna | 33,02  |
| 20      | Elspeth Whyte          | 21  | Gran Bretagna | 32,46  |
| 21      | Julija Matej           | 22  | Jugoslavia    | 30,25  |